# Václav Kopecký

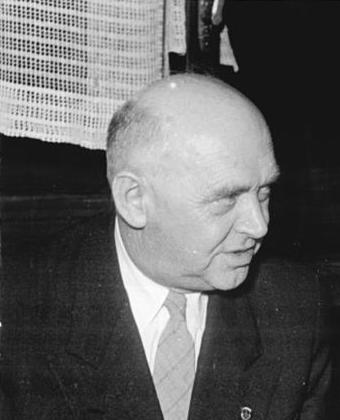
Václav Kopecký 1955

Václav Kopecký (* 27. August 1897 in Kosmonosy, Königreich Böhmenj; † 5. August 1961 in Prag) war ein tschechoslowakischer Politiker der Kommunistischen Partei KSČ (Komunistická strana Československa), der unter anderem zwischen 1945 und 1953 Informationsminister, von 1953 bis 1961 Stellvertretender Ministerpräsident sowie zwischen 1953 und 1954 auch Kulturminister war. In seinen Funktionen war er der führende Ideologe und Propagandist der Tschechoslowakischen Kommunistischen Partei sowie durch sein stark demagogisches Fundament der Vertreter der kommunistischen Kulturpolitik der 1940er und 1950er Jahre. Als Mitglied der Parteiführung beteiligte er sich aktiv an den Maßnahmen der 1950er Jahre zur Ausschaltung politischer Gegner, einschließlich der Vorbereitung von Schauprozessen wie dem Slánský-Prozess. Dabei trug er wesentlich zu den Vorwürfen gegen Mitglieder nichtkommunistischer Parteien, die Katholische Kirche sowie „interne Feinde“ innerhalb der Kommunistischen Partei bei.

## Leben
Václav Kopecký begann nach dem Besuch des Gymnasiums in Mladá Boleslav und Prag ein Studium an der Juristischen Fakultät der Karls-Universität, das er jedoch nicht abschloss. 1918 trat er der sozialdemokratischen Partei bei und gehörte 1919 zu den Mitgründern der Marxistischen Vereinigung (Marxistické sdružení), einer Vereinigung linker Intellektueller. Er war bis 1924 als Verwaltungsbeamter tätig.

### Parteifunktionär, Abgeordneter und Moskauer Exil
Am 14. Mai 1921 war Kopecký Mitgründer der Kommunistischen Partei KSČ (Komunistická strana Československa) und schloss sich dort der Faktion um Klement Gottwald an, die ihre gesamten Aktivitäten der stalinistischen Version des Kommunismus unterordnete. Mitte der 1920er Jahre wurde er Redakteur kommunistischer Tageszeitungen wie der in Ostrava erscheinenden Dělnický deník sowie seit 1928 als Redakteur der Rudé právo, des Zentralorgans der KSČ.
Kopecký hat sich bereits in der zweiten Hälfte der 1930er Jahre der radikalen, moskau- und kominternorientierten Gruppe um Klement Gottwald angeschlossen, die später unter dem Beinamen Buben von Karlín („karlínští kluci“) in die Geschichte einging. Auf dem V. Parteitag der KPTsch im Februar 1929 übernahmen diese jungen Funktionäre die Macht in der KPTsch und orientierten die Partei in der Folge rigoros auf die Linie der Komintern und der KPdSU. Kopecký, der über ausgezeichnete Kontakte nach Moskau verfügte, übernahm die Rolle des Parteiideologen. Er wurde auf diesem Parteitag erstmals Mitglied des Zentralkomitees (ZK) der KSČ und gehörte diesem bis zum Parteiverbot 1938 an.
Am 27. Oktober 1929 wurde er zudem für die KSČ zum Mitglied der Nationalversammlung (Národní shromáždění) gewählt, der er formell bis zum 21. März 1939 angehörte. Auf dem VI. Parteitag (7. bis 11. März 1931) wurde er zunächst Kandidat des Politbüros des ZK sowie auf dem darauf folgenden VII. Parteitag (11. März bis 14. April 1936) schließlich Mitglied des Politbüros des ZK sowie des Sekretariats des ZK und gehörte diesen Gremien ebenfalls bis zum Verbot der Partei 1938 an. Im Anschluss emigrierte er 1938 in die Sowjetunion, wo er neben Rudolf Appelt, Klement Gottwald, Čeněk Hruška, Robert Korb, Josef Krosnář und Rudolf Slánský in Moskau die Exilführung der KSČ bildete. Von diesem Zeitpunkt an war er mit den Direktiven der Führung der Kommunistischen Partei der Sowjetunion (KPdSU) vertrat und berichtete der dortigen Parteiführung durchgängig über die Situation in der KSČ sowie der allgemeinen Lage in der Tschechoslowakei. 1941 intervenierte er gegen das Wirken der tschechoslowakischen Militärvertretung in Moskau, Heliodor Píka. Im Dezember 1943 nahm er an Verhandlungen mit Edvard Beneš und war einer der Autoren des sogenannten „Weihnachtsübereinkommens“, welches die Zusammenarbeit der Tschechoslowakischen Exilregierung in London und dem Zentrum der kommunistischen Emigranten in Moskau initiierte.

### Nachkriegszeit, Februarumsturz
Noch im Moskauer Exil war Kopecký einer der Autoren des Kaschauer Programms, das die Bildung der ersten Regierung zum Ende des Zweiten Weltkriegs ermöglichte. Nach der Rückkehr in die Tschechoslowakei war er vom 5. April bis zum 6. November 1945 Informationsminister in der Regierung Zdeněk Fierlinger I. Zugleich wurde er am 8. April 1945 Mitglied des Büros des Interims-Zentralkomitees der Kommunistischen Partei und nahm dort nach Klement Gottwald den zweiten Platz ein. Am 21. Oktober 1945 erfolgte seine Wahl zum Mitglied der Interims-Nationalversammlung (Prozatímní Národní shromáždění). Am 6. November 1945 übernahm er auch in der Regierung Zdeněk Fierlinger II wieder das Amt des Informationsministers und bekleidete dieses Ministeramt auch in der Regierung Klement Gottwald I (2. Juli 1946 bis 25. Februar 1948), Regierung Klement Gottwald II (25. Februar bis zum 15. Juni 1948) sowie in der Regierung Antonín Zápotocký (15. Juni 1948 bis zur Auflösung des Ministeriums am 31. Januar 1953). Der von ihm kontrollierte Rundfunk war in der Tschechoslowakei nur noch als „Stimme Moskaus“ bekannt. Im Kampf zwischen Staat und katholischer Kirche und insbesondere mit dem Erzbischof von Prag, Josef Beran, die in den sogenannten „Kirchlichen Prozessen“ ihren Höhepunkt hatte, verschärfte er den Ton zunächst hinter den Kulissen, wenngleich er bereits Ende 1948 warnte: „Es würde verhängnisvoll ausfallen, die religiösen Gefühle des Volkes in einen Konflikt mit den slawischen Gefühlen zu bringen. Wir werden nicht zulassen, dass die Souveränität des Vatikans mehr gilt als die des Staates.“
Auf dem VIII. Parteitag (28. bis 31. März 1946) wurde er Mitglied des Präsidiums des ZK und gehörte diesem Spitzengremium der Partei nach seinen Wiederwahlen auf dem IX. Parteitag (25. bis 29. Mai 1949), X. Parteitag (11. bis 15. Juni 1954) sowie XI. Parteitag (18.–21. Juni 1958) bis zu seinem Tode am 5. August 1961 an. Er war zwischen dem 26. Mai 1946 und dem 29. Mai 1948 Mitglied der Konstituierenden Nationalversammlung (Ústavodárné Národní shromáždění) und war vom 28. August 1946 bis zum 25. Februar 1948 auch Minister für technische Planung. Eine besondere Rolle nahm er nach dem Tod von Außenminister Jan Masaryk ein, der nach dem kommunistischen Umsturz im Februar 1948 nur in seinen Pyjama gekleidet, im Hof des Palais Czernin, dem Sitz des Außenministeriums, unter dem Badezimmerfenster tot aufgefunden wurde, dem sogenannten „Dritten Prager Fenstersturz“. In seiner Grabrede wiederholte Ministerpräsident Gottwald die Behauptung, eine „organisierte Kampagne des Westens“ habe „unseren lieben Jan in den Selbstmord getrieben“. Präsident Beneš ignorierte Gottwald und das Kabinett während der Beerdigung und wechselte stattdessen mit dem amerikanischen Botschafter Laurence Steinhardt einige Worte. Einige Tage nachdem Masaryk an der Seite seiner Eltern in Lány zur Ruhe gebettet worden war, wies Kopecký Rundfunk und, die seit dem Putsch gleichgeschaltete Presse an, den Namen des Verstorbenen nicht mehr zu erwähnen.
Am 1. Mai 1948 verlieh ihm die Stadt Liberec die Ehrenbürgerwürde. Er wurde am 30. Mai 1948 Mitglied der Nationalversammlung (Národní shromáždění), der ebenfalls bis zu seinem Tode am 5. August 1961 angehörte. Als Informationsminister unterzeichnete er im Oktober 1949 Verordnung, nach der der gesamte Buchhandel des Landes der Regierung unterstellt wurde. Die Buchhandlungen konnten danach nur noch von einer staatlich kontrollierten Genossenschaft Bücher und Lehrmaterial beziehen. Der Buchaustausch der Verlage untereinander wurde hingegen verboten. Auf der Sitzung des Zentralkomitees am 6. Dezember 1951 wurden er neben Antonín Novotný auch zum Mitglied des Politischen Sekretariats des ZK gewählt, dem er bis zum 15. Juni 1954 angehörte. Er war ferner von 1952 bis 1953 auch formell Leiter der Staatlichen Rundfunkanstalt Československý rozhlas.

### Die 1950er Jahre
Am 31. Januar 1953 wurde Václav Kopecký stellvertretender Ministerpräsident in der Regierung Antonín Zápotocký und übernahm dieses Amt am 21. März 1953 auch in der Regierung Viliam Široký I, in der am 14. September 1953 Erster stellvertretender Ministerpräsident wurde. Zudem war er vom 14. September 1953 bis zum 12. Dezember 1954 auch Kulturminister in der Regierung Viliam Široký I. Das Amt des Stellvertretenden Ministerpräsidenten übernahm er auch wieder in der Regierung Viliam Široký II (12. Dezember 1954 bis 11. Juli 1960) sowie vom 11. Juli 1960 bis zu seinem Tode am 5. August 1961 auch in der Regierung Viliam Široký III.
In seinen Funktionen war er der führende Ideologe und Propagandist der Tschechoslowakischen Kommunistischen Partei sowie durch sein stark demagogisches Fundament der Vertreter der kommunistischen Kulturpolitik der 1940er und 1950er Jahre. Als Mitglied der Parteiführung beteiligte er sich aktiv an den Maßnahmen der 1950er Jahre zur Ausschaltung politischer Gegner, einschließlich der Vorbereitung von Schauprozessen wie dem Slánský-Prozess, dem Prozess mit der Gruppe von Milada Horáková, dem sog. Prozess mit bürgerlichen Nationalisten und anderen, die von 1948 bis 1954 stattfanden. Dabei trug er wesentlich zu den Vorwürfen gegen Mitglieder nichtkommunistischer Parteien, die Katholische Kirche sowie „interne Feinde“ innerhalb der Kommunistischen Partei bei.
1955 wurde ihm der Klement-Gottwald-Orden (Řád Klementa Gottwalda) verliehen. Ihm zu Ehren hieß der Strossmayerplatz im Prager Stadtteil Holešovice von 1961 bis 1968 Kopeckého náměstí. Sein Sohn Ivan Kopecký war Diplomat und zeitweise Leiter der Abteilung Sowjetunion im Außenministerium.

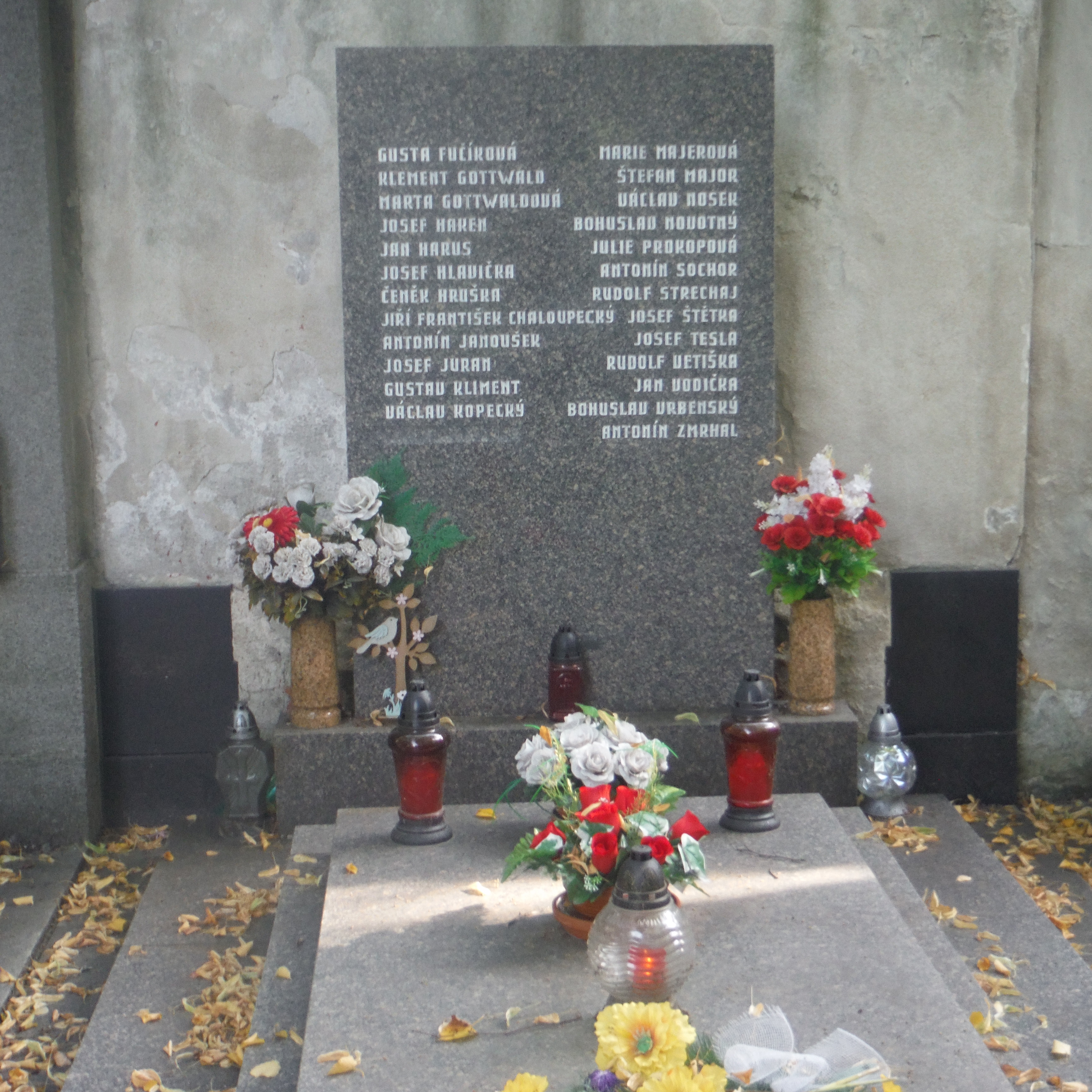
Sammelgrab in den Olšany-Friedhöfen mit den Urnen, welche ursprünglich im Nationaldenkmal am Veitsberg bestattet waren

Er wurde nach seinem Tod kremiert, seine Urne fand ihren Platz neben der Klement Gottwalds im Nationaldenkmal am Veitsberg und wurde dort zusammen mit der Asche weiterer bedeutender tschechoslowakischer Kommunisten bis 1990  aufbewahrt. Nach der Samtenen Revolution wurden die Urnen schließlich aus dem Nationaldenkmal entfernt und in einem Sammelgrab in den Olšany-Friedhöfen bestattet.

## Veröffentlichungen
- Třicet let KSČ (1951)
- ČSR a KSČ (1960)